# Classic Lorient Agglomération 2023
De 25e editie van de Bretonse eendagswedstrijd Classic Lorient Agglomération werd verreden op zaterdag 2 september 2023, een dag voor de mannenwedstrijd. De wedstrijd behoort tot de UCI Women's World Tour 2023. De vorige editie werd gewonnen door de Spaanse Mavi García; zij werd opgevolgd door Mischa Bredewold.

## Deelnemende ploegen
Alle vijftien World Tour teams namen deel, aangevuld met negen continentale ploegen, met name uit Frankrijk.
| UCI World Tour teams | UCI World Tour teams                                                         | UCI Continental teams                                       | UCI Continental teams |
| --- | ---------------------------------------------------------------------------- | ----------------------------------------------------------- | --- |
| Canyon-SRAM DSM-Firmenich EF Education-TIBCO-SVB FDJ-Suez Fenix-Deceuninck Human Powered Health Israel Premier Tech Roland Jayco AlUla | Jumbo-Visma Lidl-Trek Liv Racing TeqFind Movistar SD Worx UAE Team ADQ Uno-X | Arkéa AWOL O'Shea Ceratizit-WNT Cofidis Coop-Hitec Products | AG Insurance-Soudal Quick-Step Laboral Kutxa-Fundación Euskadi Stade Rochelais Charente-Maritime Saint Michel-Mavic-Auber 93 |

## Uitslag
| GP de Plouay 2023 |                         |                            |          |
| Plaats            | Naam                    | Ploeg                      | Tijd     |
| Winnaar           | Mischa Bredewold        | SD Worx                    | 4u14'54" |
| 2                 | Marta Lach              | Ceratizit-WNT              | z.t.     |
| 3                 | Sofia Bertizzolo        | UAE Team ADQ               | z.t.     |
| 4                 | Ruby Roseman-Gannon     | Jayco AlUla                | z.t.     |
| 5                 | Juliette Labous         | DSM-Firmenich              | z.t.     |
| 6                 | Christina Schweinberger | Fenix-Deceuninck           | z.t.     |
| 7                 | Karlijn Swinkels        | Jumbo-Visma                | z.t.     |
| 8                 | Églantine Rayer         | DSM-Firmenich              | z.t.     |
| 9                 | Claire Steels           | Israel Premier Tech Roland | z.t.     |
| 10                | Elise Chabbey           | Canyon-SRAM                | z.t.     |

Bretagne Classic: 1931 · 1932 · 1933 · 1934 · 1935 · 1936 · 1937 · 1938 · 1939 - 1944 · 1945 · 1946 · 1947 · 1948 · 1949 · 1950 · 1951 · 1952 · 1953 · 1954 · 1955 · 1956 · 1957 · 1958 · 1959 · 1960 · 1961 · 1962 · 1963 · 1964 · 1965 · 1966 · 1967 · 1968 · 1969 · 1970 · 1971 · 1972 · 1973 · 1974 · 1975 · 1976 · 1977 · 1978 · 1979 · 1980 · 1981 · 1982 · 1983 · 1984 · 1985 · 1986 · 1987 · 1988 · 1989 · 1990 · 1991 · 1992 · 1993 · 1994 · 1995 · 1996 · 1997 · 1998 · 1999 · 2000 · 2001 · 2002 · 2003 · 2004 · 2005 · 2006 · 2007 · 2008 · 2009 · 2010 · 2011 · 2012 · 2013 · 2014 · 2015 · 2016 · 2017 · 2018 · 2019 · 2020 · 2021 · 2022 · 2023 · 2024
Classic Lorient Agglomération: 1999 · 2000 · 2001 · 2002 · 2003 · 2004 · 2005 · 2006 · 2007 · 2008 · 2009 · 2010 · 2011 · 2012 · 2013 · 2014 · 2015 · 2016 · 2017 · 2018 · 2019 · 2020 · 2021 · 2022 · 2023 · 2024
Tour Down Under ·
Cadel Evans Great Ocean Road Race ·
Ronde van de Verenigde Arabische Emiraten ·
Omloop Het Nieuwsblad ·
Strade Bianche ·
Ronde van Drenthe ·
Trofeo Alfredo Binda-Comune di Cittiglio ·
Brugge-De Panne ·
Gent-Wevelgem ·
Ronde van Vlaanderen ·
Parijs-Roubaix ·
Amstel Gold Race ·
Waalse Pijl ·
Luik-Bastenaken-Luik ·
La Vuelta España Femenina ·
Itzulia Women ·
Ronde van Burgos ·
RideLondon Classic ·
Ronde van Zwitserland ·
Giro Donne ·
Tour de France Femmes ·
Ronde van Scandinavië ·
GP de Plouay-Bretagne ·
Simac Ladies Tour ·
Ronde van Romandië ·
Ronde van Chongming ·
Ronde van Guangxi
Afgelaste wedstrijden: The Women's Tour ·
Postnord Vårgårda WestSweden